# Mauvaise Graine
Mauvaise Graine is een Franse dramafilm uit 1934 onder regie van Billy Wilder in zijn speelfilmdebuut.

## Verhaal
Rokkenjager Henri Pasquier leeft op kap van zijn vader in het Parijs van de jaren 30. Als hij geen geld meer krijgt, komt hij in aanraking met een bende autodieven. Henri sluit zich aan bij de bende en wordt verliefd op Jeannette, de enige vrouw in de groep.

## Rolverdeling
| Acteur            | Personage                |
| ----------------- | ------------------------ |
| Danielle Darrieux | Jeannette                |
| Pierre Mingand    | Henri Pasquier           |
| Raymond Galle     | Jean-la-Cravate          |
| Paul Escoffier    | Dokter Pasquier          |
| Michel Duran      | Bendeleider              |
| Jean Wall         | Zebra                    |
| Marcel Maupi      | Man met de strooien hoed |
| Paul Velsa        | Man met de pinda's       |
| Georges Malkine   | Secretaris               |